# Metzstraße 31 (München)

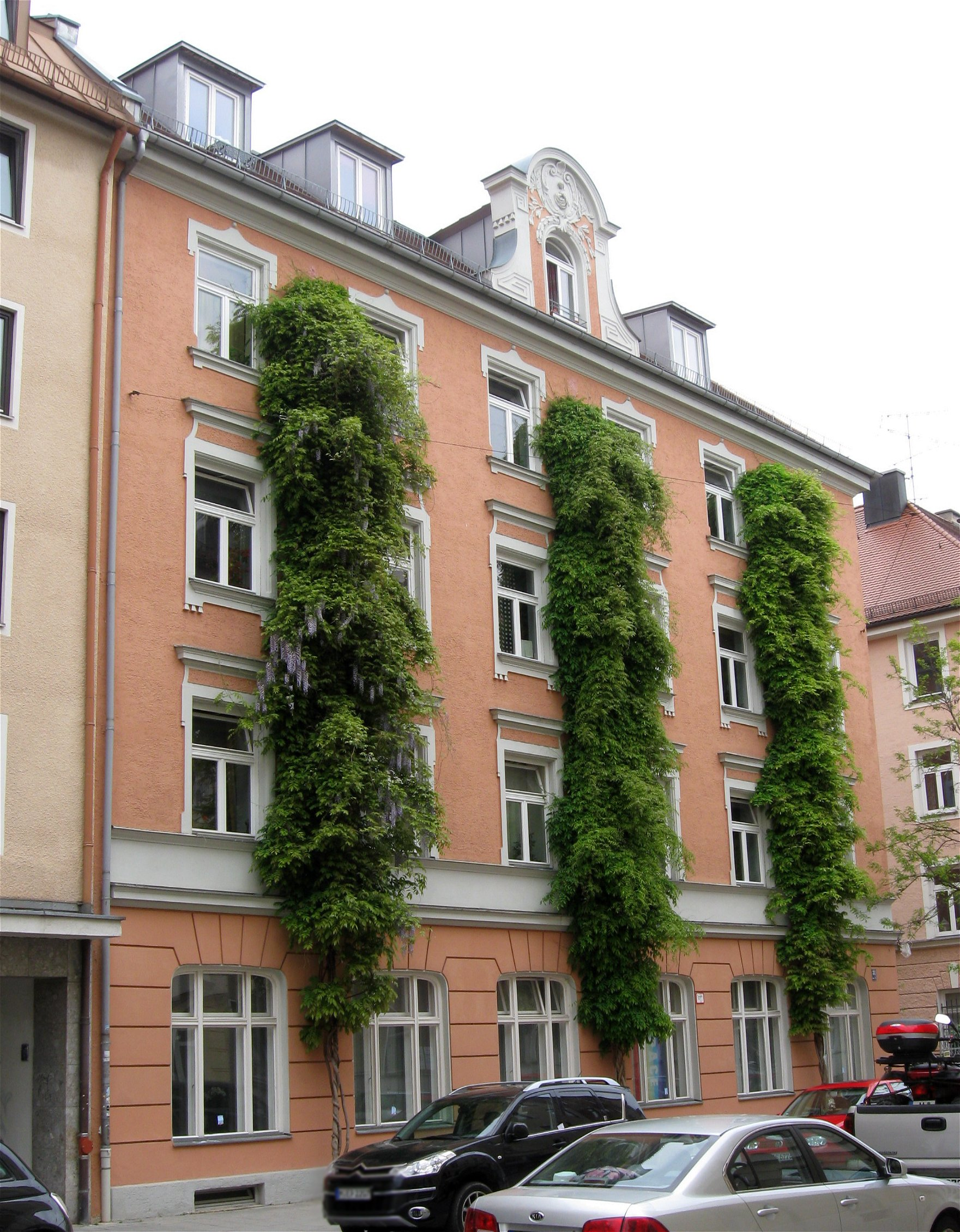
Haus Metzstraße 31 in München-Haidhausen

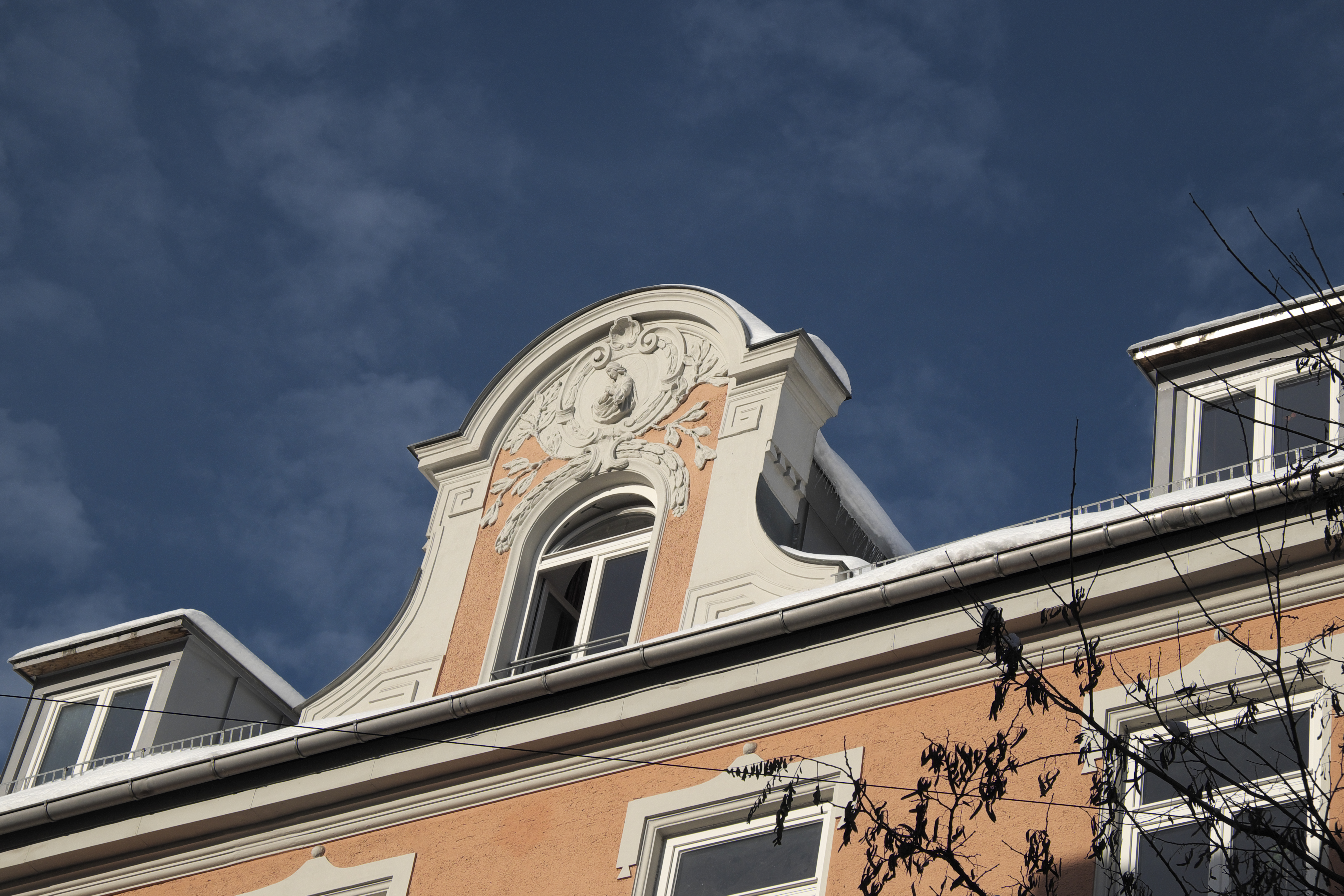
Zwerchgiebel mit Madonna

Das Haus Metzstraße 31 ist ein denkmalgeschütztes Mietshaus im Münchner Stadtteil Haidhausen.
Das neubarocke Haus in der Metzstraße mit reichem Stuckdekor im Zwerchgiebel (mit Madonna) wurde um 1890 errichtet.